# Deir Atiya
Deir Atiya (en árabe: ديرعطية‎, también llamada Dair Atiah, Dayr Atiyah o Deir Attiyeh) es una ciudad de Siria que se encuentra entre las montañas de Qalamun y la serie de montañas del Este del Líbano, a 88 kilómetros al norte de la capital Damasco y en la carretera M5 que conecta la capital con la ciudad de Homs. En 2004 tenía una población de 10.984 habitantes. La mayor parte de habitantes son cristianos.
Deir Atiya goza de un clima moderado en verano y frío en el invierno ya que la ciudad se encuentra a una altitud de 1.250 metros sobre el nivel del mar. La proximidad a un desierto de la región, donde el promedio las precipitaciones no exceda más de 125 milímetros (4,9 in) al año, significa que las condiciones ambientales, incluyendo la pobreza del suelo, no proporciona recursos suficientes para sostener económicamente a la población local. Por lo tanto los locales deben viajar o emigrar. Muchos lugareños emigraron a América a principios del siglo XX, ya sea a los países del Golfo Pérsico después de la aparición de oportunidades de trabajo allí, y al este de Asia . 

## Agricultura
Los agricultores cultivan las uvas , los albaricoques , cerezas , higos y otras frutas. 
Deir Atiya se beneficia de las aguas subterráneas situadas en su valle. 
Deir Atiya tiene una serie de molinos de viento (a veces conocido como Ruedas de Aire). La energía generada por los molinos de viento se utiliza para bombear agua de pozos profundos. Los orígenes de los molinos de viento no son conocidos, pero se informa que han sido una fuente importante de energía para bombear el agua para la agricultura por más de cien años.

## Cultura
Deir Atiya cuenta con un museo, un centro deportivo y centro cultural. En 2003, la primera universidad privada en Siria, Universidad de Kalamoon , fue inaugurada en Deir Atiya. 
La población de Dair refleja la diversidad religiosa de Siria, conformada principalmente por musulmanes y cristianos por las familias que construyeron fuertes relaciones entre sí. Los habitantes de Dair Atiah consumen una bebida caliente llamada mate , que la trajeron los expatriados Sirios en América del Sur. La invitación: "Ven y tomar mate" es típico de la hospitalidad de esta región. La invitación no implica solamente el hecho de compartir una bebida, sino también una comida. 

## Historia
Los historiadores coinciden con el nombre de esta ciudad con el Comandante romano Teodoro Paulus cuyo nombre significa "Dar a Dios" ( en árabe : عطاء الله). Este nombre se ha asociado en las mentes de las generaciones sucesivas en Dair Atiah por más de mil años. Varios canales de la antigua Roma se pueden encontrar en Yabrud, cerca de Dair Atiah.

## Lugares de interés
- El Museo de Deir Atiya. Es uno de los museos más grandes y ricos en el suburbio de Damasco. Contiene el patrimonio y el folklore de la región.
- El Museo Canónico de Deir Atiya
- El Palacio Cultural de Deir Atiya
- La Aldea de las Necesidades Especiales
- Hammam el-Souk el-Tahtanye